# Bob Fosse
Robert Louis "Bob" Fosse (Chicago, 23 de junio de 1927-Washington D. C., 23 de septiembre de 1987) fue un actor, bailarín, coreógrafo y director de cine estadounidense.

## Biografía
Nació y se crio en Chicago. Su padre, Cyril Fosse, era un actor y cantante noruego-estadounidense; su madre Sara Alice era de origen irlandés. 
Realizó su primera gira a los trece años con su propio número musical y con quince creó su primera coreografía sobre el tema That Old Magic de Cole Porter. En su primer número las bailarinas usaban plumas de avestruz estratégicamente colocadas, provocación sexual que se convertiría en la marca de sus coreografías.
En 1948 debuta como bailarín en el teatro y cinco años más tarde en el cine. tras hacer papeles destacados en Bésame, Kate y Tres chicas con suerte de Stanley Donen, protagoniza y hace la coreografía del filme Mi hermana Elena pero sin abandonar nunca la actividad teatral, donde brilla más que en el cine. Deja el trabajo de bailarín, que solo toma esporádicamente en las adaptaciones de éxitos musicales de Broadway para el cine en filmes dirigidos por Vincente Minnelli entre otros. 
Llegó al cine como director en 1969 con Sweet Charity. La obra de teatro estaba basada en la película Las noches de Cabiria, de Federico Fellini, ganadora del Óscar al mejor film extranjero unos años antes, y en Broadway había sido protagonizada por Gwen Verdon, mujer de Bob Fosse. A la hora de llevarla a la pantalla se eligió a Shirley MacLaine, cuyo nombre era más familiar para el público. La película fue un fracaso. Este golpe es el posible responsable del gran aporte de Bob Fosse al cine: una nueva concepción del musical a través del montaje y la puesta de cámara, como se advierte en su siguiente filme de 1972, Cabaret, convertida hoy en un clásico.

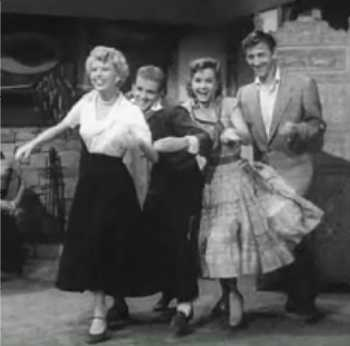
Barbara Ruick, Bob Fosse, Debbie Reynolds y Bobby Van en la comedia musical The Affairs of Dobie Gillis (1953)

En 1971, Bob Fosse interpreta a la serpiente en una adaptación de El principito. Sus pasos serán la inspiración de los pasos que utilizará Michael Jackson diez años más tarde.
Cabaret, adaptación de la novela de Christopher Isherwood Adiós a Berlín fue protagonizada por Liza Minnelli, Michael York y Joel Grey. El filme aborda temas sociales complejos con gravedad histórica (el ascenso del nazismo, la intolerancia, la homosexualidad, el aborto) en lugar de los conflictos románticos de los musicales clásicos. Fosse limita las escenas musicales al verosímil que el propio argumento propone: todas las canciones (con la excepción de un himno nazi) son cantadas en el escenario del cabaret, estableciendo siempre un espejo con el avance de la trama. La ruptura con el plano secuencia, en pos de una cuidada planificación de planos cortos, a veces detalles, que el montaje sincroniza con la música, crea una puntuación mucho más rítmica y una participación diferente por parte del espectador.
Cabaret fue la consagración de Fosse como cineasta. Por el filme obtuvo el Oscar al mejor director (sobre Francis Ford Coppola, que competía ese año por El padrino). La película ganó otros ocho premios y significó el lanzamiento de Liza Minnelli. También significó el comienzo de la colaboración entre Fosse y el equipo John Kander y Fred Ebb, autores de las canciones del musical.
Luego, los tres emprendieron la realización en Broadway de Chicago, además de colaborar en el especial para televisión "Liza with a Z": show creado para el lucimiento de Minnelli y coreografiado por Fosse. 
Chicago fue un éxito, y pronto comenzó a hablarse de trasladarlo al cine. Se barajaron los nombres de Goldie Hawn y Liza Minnelli entre otros, pero el proyecto fue postergado indefinidamente hasta que el musical fue repuesto con un nuevo elenco en 1995. Esta versión, sin escenografía y con un estilizado trabajo de vestuario en blanco y negro, fue coreografiada por Ann Reinking, que había participado de la puesta en escena original.
En 1974 Fosse realizó una película completamente atípica e inesperada. Lenny, es una biografía (no musical) del stand up comedian Lenny Bruce, un personaje de la contracultura que desde el escenario de un night club criticó a su gobierno, a la sociedad de su tiempo y al American Way of Life, hasta su muerte temprana. El personaje fue interpretado por Dustin Hoffman. Fosse llenó la película de recursos visuales fuertemente emparentados con el cine documental. Toda la película se filmó en blanco y negro, muy contrastado y por momentos sucio. Las escenas dramatizadas se alternan con falsas entrevistas a los personajes, de un tono extrañamente realista e hipnótico.
Tras el fracaso comercial de Lenny, Fosse encaró su película más compleja, con la que ganó la Palma de Oro en Cannes: All That Jazz. El argumento era un fresco autobiográfico, al punto de que el personaje central, interpretado por Roy Scheider, mostraba una gran similitud física con Fosse. Acaso inspirada en Ocho y medio de Federico Fellini, la película narra las fantasías y reflexiones de un coreógrafo de éxito, que en mitad de los ensayos de una obra sufría un infarto. A partir de entonces y en diálogo con La Muerte, encarnada por Jessica Lange, el protagonista repasa su vida entera, y asiste al desfile de sus mujeres (esposa, amante, hija) que se despiden de él mediante números musicales. Con estas imágenes (originadas en el infarto que tuvo Fosse durante los ensayos de Chicago) la película justifica la inclusión de canciones como parte del trabajo del director (castings y ensayos en el teatro) y como parte de sus alucinaciones durante su estado de coma (las viejas amantes bailando alrededor de su cama).
All That Jazz es uno de los exponentes más acabados del género musical, y a la vez una mirada de enorme humanidad sobre la vida de los trabajadores del espectáculo. Su cruce de lenguajes, sus varios planos de acción y sus desplazamientos de sentido hacen del filme una obra única.
Tras este punto culminante Fosse trabajó en varias puestas en Broadway, entre ellas Big Deal. Volvería al cine con otro proyecto muy emparentado a Lenny: Star 80, biografía de Dorothy Stratten, una modelo de Playboy asesinada por su novio. Una vez más Fosse utilizó códigos del documental para explorar el mundo de las modelos y la vida nocturna de los 70. Los personajes centrales fueron encarnados por Mariel Hemingway y Eric Roberts (en el papel que estuvo a punto de encarnar Richard Gere, luego protagonista de la versión fílmica de Chicago). El filme no logró la acogida de sus películas anteriores.
Fosse ya no volvería a dirigir cine, aunque sí realizó algunas otras puestas en un Broadway donde toda la atención aparecía ya centrada en Andrew Lloyd Webber y sus mega éxitos. Durante la gira de reposición de Sweet Charity, en 1987, Fosse cumplió su profecía de All That Jazz y lamentablemente murió de un paro cardíaco el 23 de septiembre de 1987 a los 60 años de edad.
Desde entonces su figura ha ido creciendo en prestigio, hasta convertirse en el referente más importante del género musical de las últimas décadas. Gran parte del mérito se origina en la reposición de Chicago. A partir de este éxito internacional de esta nueva puesta (importada a medio mundo en versiones copiadas, con elencos locales), Chicago finalmente llegó a la pantalla con la dirección de Rob Marshall.
Fosse no fue sólo un coreógrafo muy personal; sino, además, un cineasta singular.

## Filmografía como director
- Sweet Charity (1969)
- Cabaret (1972)
- Lenny (1974)
- All That Jazz (1979)
- Star 80 (1983)

## Premios y distinciones
Premios Óscar
| Año  | Categoría            | Película      | Resultado |
| ---- | -------------------- | ------------- | --------- |
| 1973 | Mejor Director       | Cabaret       | Ganador   |
| 1975 | Mejor Director       | Lenny         | Nominado  |
| 1980 | Mejor Director       | All That Jazz | Nominado  |
| 1980 | Mejor guion original | All That Jazz | Nominado  |

Premios Tony
| Año  | Categoría                     | Obra              | Resultado |
| ---- | ----------------------------- | ----------------- | --------- |
| 1955 | Mejor coreografía             | The Pajama Game   | Ganador   |
| 1956 | Mejor coreografía             | Damn Yankees      | Ganador   |
| 1957 | Mejor coreografía             | Bells are Ringing | Nominado  |
| 1958 | Mejor coreografía             | New Girl in Town  | Nominado  |
| 1959 | Mejor coreografía             | Redhead           | Ganador   |
| 1963 | Mejor dirección en un musical | Little Me         | Nominado  |
| 1963 | Mejor coreografía             | Little Me         | Ganador   |
| 1964 | Mejor actor en un musical     | Pal Joey          | Nominado  |
| 1966 | Mejor direcció en un musical  | Sweet Charity     | Nominado  |
| 1966 | Mejor coreografía             | Sweet Charity     | Ganador   |
| 1973 | Mejor direcció en un musical  | Pippin            | Ganador   |
| 1973 | Mejor coreografía             | Pippin            | Ganador   |
| 1976 | Mejor direcció en un musical  | Chicago           | Nominado  |
| 1976 | Mejor direcció en un musical  | Chicago           | Nominado  |
| 1976 | Mejor coreografía             | Chicago           | Nominado  |
| 1978 | Mejor direcció en un musical  | Dancin'           | Nominado  |
| 1978 | Mejor coreografía             | Dancin'           | Ganador   |
| 1986 | Best Book of a Musical        | Big Deal          | Nominado  |
| 1986 | Mejor direcció en un musical  | Big Deal          | Nominado  |
| 1986 | Mejor coreografía             | Big Deal          | Ganador   |

Primetime Emmy Awards
| Año  | Categoría                                                       | Obra          | Resultado |
| ---- | --------------------------------------------------------------- | ------------- | --------- |
| 1973 | Outstanding Variety, Music or Comedy                            | Liza with a Z | Ganador   |
| 1973 | Outstanding Directorial Achievement in Comedy. Variety or Music | Liza with a Z | Ganador   |
| 1973 | Outstanding Choreography                                        | Liza with a Z | Ganador   |

Globos de Oro
| Año  | Categoría                       | Película | Resultado |
| ---- | ------------------------------- | -------- | --------- |
| 1972 | Mejor Director – Mejor película | Cabaret  | Nominado  |
| 1974 | Mejor Director – Mejor película | Lenny    | Nominado  |

Premios BAFTA
| Año  | Categoría      | Película | Resultado |
| ---- | -------------- | -------- | --------- |
| 1973 | Mejor Director | Cabaret  | Ganador   |

Drama Desk Awards
| Año  | Categoría                | Obra              | Resultado |
| ---- | ------------------------ | ----------------- | --------- |
| 1973 | Pippin                   | Ganador           |           |
| 1973 | Pippin                   | Mejor coreografía | Ganador   |
| 1978 | Mejor coreografía        | Dancin'           | Ganador   |
| 1986 | Mejor director demusical | Sweet Charity     | Nominado  |
| 1986 | Director of a Musical    | Big Deal          | Nominado  |
| 1986 | Outstanding Choreography | Big Deal          | Ganador   |

Festival de Cannes
| Año  | Categoría    | Película      | Resultado |
| ---- | ------------ | ------------- | --------- |
| 1975 | Palma de Oro | Lenny         | Nominado  |
| 1980 | Palme d'Or   | All That Jazz | Ganador   |

Directors Guild Awards
| Año  | Categoría                                              | Película      | Resultado |
| ---- | ------------------------------------------------------ | ------------- | --------- |
| 1973 | Mejor Dirección                                        | Cabaret       | Nominado  |
| 1973 | Outstanding Directorial Achievement in Musical/Variety | Liza with a Z | Ganador   |
| 1980 | Mejor Dirección                                        | All That Jazz | Nominado  |

## Innovaciones
Las características distintivas notables del estilo de Fosse incluían el uso de las rodillas dobladas hacia dentro, la "Ameba Fosse", el arrastre lateral, el enrollar los hombros y las manos de jazz. Con Astaire como influencia, Fosse utilizaba accesorios como bombines, bastones y sillas. Su uso característico de los sombreros estaba influenciado por su propia conciencia de sí mismo, según Martin Gottfried en su biografía de Fosse: "Su calvicie era la razón por la que usaba sombreros, y era sin duda la razón por la que ponía sombreros a sus bailarines. " Fosse utilizaba guantes en sus actuaciones porque no le gustaban sus manos. Algunos de sus números más populares son "Steam Heat" (en The Pajama Game) y "Big Spender" (en Sweet Charity). La escena "Rich Man's Frug" en Sweet Charity es otro ejemplo de su estilo característico.
Para Malditos yanquis (Damn Yankees), Fosse se inspiró en el "padre de la danza jazz teatral", el coreógrafo Jack Cole. En 1957, Verdon y Fosse estudiaron con Sanford Meisner para desarrollar una mejor técnica de actuación. Según Michael Joosten, Fosse dijo una vez: "El momento de cantar es cuando tu nivel emocional es demasiado alto para limitarte a hablar, y el momento de bailar es cuando tus emociones son demasiado fuertes para limitarte a cantar sobre lo que 'sientes'". En Redhead, Fosse utilizó una de las primeras secuencias de ballet en un espectáculo que contenía cinco estilos diferentes de danza: El jazz de Fosse, un cancán, un baile gitano, una marcha musical y un número de music hall inglés a la antigua. Durante Pippin, Fosse realizó el primer anuncio televisivo de un espectáculo de Broadway.